# Aftertaste
Aftertaste é o quarto álbum de estúdio da banda Helmet, lançado a 18 de Março de 1997.
Este foi o último disco com os membros originais da banda, John Stanier na bateria e Henry Bogdan no baixo. O guitarrista Rob Echeverria que aparecia no álbum anterior Betty, deixou igualmente o grupo juntando-se a Biohazard
O disco atingiu o nº 47 da Billboard 200.
Deste disco saiu o single "Exactly What You Wanted".
| Críticas profissionais                                                      | Críticas profissionais |
| Avaliações da crítica                                                       | Avaliações da crítica  |
| Fonte                                                                       | Avaliação              |
| --------------------------------------------------------------------------- | ---------------------- |
| allmusic                                                                    | [ 2 ]                  |
| Pitchfork Media                                                             | (8.4/10)               |
| Rolling Stone                                                               | [ 4 ]                  |
| Esta tabela precisa de ser acompanhada por texto em prosa. Consulte o guia. |                        |

## Faixas
Todas as músicas por Hamilton, exceto † por Bogdan/Hamilton/Stanier.
1. "Pure" – 3:32
2. "Renovation"† – 2:55
3. "Exactly What You Wanted" – 2:36
4. "Like I Care" – 3:19
5. "Driving Nowhere" – 4:19
6. "Birth Defect" – 2:31
7. "Broadcast Emotion" – 2:44
8. "It's Easy to Get Bored" – 3:26
9. "Diet Aftertaste" – 3:16
10. "Harmless" – 2:58
11. "(High) Visibility" – 2:41
12. "Insatiable"† – 2:31
13. "Crisis King" – 3:54

## Créditos
- Henry Bogdan – Baixo
- Page Hamilton – Guitarra, vocal
- John Stanier – Bateria
- Chris Traynor – Guitarra
- Jane Scarpantoni – Violoncelo em "Like I Care"